# 日本バイアスロン連盟
公益社団法人日本バイアスロン連盟（にほんバイアスロンれんめい、英: JAPAN BIATHLON FEDERATION、略称：JBF）は、日本近代五種・バイアスロン連合を前身とし、2011年4月1日より一般社団法人日本バイアスロン連盟に、2024年4月1日より公益社団法人日本バイアスロン連盟に改組した。日本におけるバイアスロンを統括しているスポーツ団体、国内競技連盟であり、国際バイアスロン連合、日本オリンピック委員会、日本スポーツ協会に加盟している。

## 沿革
- 1968年 - 日本近代五種競技連合に冬季近代2種を加え、日本近代五種・バイアスロン連合となる
- 2000年 - 社団法人化
- 2011年 - 近代五種とバイアスロンを分離し、一般社団法人日本バイアスロン連盟として発足
- 2024年 - 公益社団法人日本バイアスロン連盟となる

## 大会
- バイアスロン競技日本選手権大会